# 손범규
손범규(孫範奎, 1966년 12월 19일 ~ )는 대한민국 변호사이자 제18대 국회의원을 지낸 정치인이다.

## 학력
- 1966년 12월 19일 서울 출생
- 1979년 서울증산초등학교 졸업
- 1982년 연서중학교 수석 졸업
- 1985년 숭실고등학교 졸업
- 1989년 연세대학교 법학과 학사 졸업
- 1990년 육군보병학교 졸업

## 경력
- 1991년 7월 ~ 1992년 3월: 삼성물산법무팀 근무
- ROTC 27기 육군 중위
- 1996년: 제38회 사법시험 합격
- 1997년 ~ 2007년: 변호사 활동
- 1999년: 서민연합회 법률고문
- 1999년: (사)세계민족평화통일협의회 법률고문
- 1999년: 변리사 자격취득
- 2000년: (사)세종대왕기념사업회 감사
- 2000년 8월 ~ 2003년08월: 한나라당 인권위원회 부위원장
- 2001년 1월: 대한민국 ROTC중앙회 부회장
- 2001년: (사)한국음식업중앙회 고문변호사
- 2001년 11월 ~ 2002년12월: 한나라당 미래세대위원회 위원장
- 2002년: 바른사회를 위한 시민회의 협동실장
- 2003년: 전국택시노조 경기북부 고양지부 법률고문
- 2004년: (사)한국정신지체인 애호협회 고양시지부 볍률자문위원
- 2005년: 행정자치부 주식백지신탁 심사위원회 위원
- 2006년: 고양상공회의소 자문위원
- 2006년 9월: 한나라당 경기도 법률지원단 단장
- 2008년 5월 ~ 2012년05월: 제18대 국회의원(경기 고양시덕양구갑/새누리당)
- 2008년 6월: 한나라당 경기도당 대변인
- 2008년 9월: 국회 여성가족위워회 위원
- 2008년 9월: 국회 법제사법위원회 위원
- 2008년 9월: 국회 예산결산특별위원회 위원
- 2008년 9월: 국회 법제사법위원회 위원
- 2008년 9월: 국회 규제개혁특별위원회 위원
- 2009년 6월: 한나라당 원내부대표
- 2010년 6월: 국회 환경노동위원회 위원
- 2010년 6월: 국회 윤리특별위원회 간사
- 2011년 3월: 국회 민생대책특별위원회 위원
- 2011년 7월: 국회 기후변화대응녹색성장 특별위원회 위원
- 2011년 12월: 국회 정치개혁특별위원회 위원
- 2012년 1월: 새누리당 총선공약개발단 일자리창출팀장
- 2013년 7월 ~ 2015년 7월: 정부법무공단 이사장
- 2015년 11월 ~ 2017년 2월: 새누리당 경기도당 고양시덕양구갑 당원협의회 운영위원장
- 2017년 2월 ~ 2018년: 자유한국당 경기도당 고양시덕양구갑 당원협의회 운영위원장
- 자유한국당 경기도당 법률자문위원회 수석부위원장
- 법무법인 정론

## 사건과 논란

### 군사쿠테타 발언 논란
2008년 12월 18일 한미FTA 비준안에 반대하는 민주당 의원들이 불참한 가운데 열린 국회 법제사법위원회 전체회의에서 "국회에서 저따위로 하니까 군사쿠데타가 일어나고 군인들에게 얻어터진 것 아닌가"라며 외통위 회의실 앞에서 몸싸움을 벌이던 야당 의원들을 비난했다.

### 물건 성희롱 발언 논란
2010년 9월 28일 당시 강현석 한나라당 고양시장 후보의 국공립 어린이집을 늘리는 보육공약을 내었고, 이 공약은 고양시 사설 어린이집 원장들로부터 강한 반발을 샀다. 이 때문에 고양시가 지역구인 손범규, 오영숙 한나라당 시의원이 진화nnn차 고양시 보육시설 연합회 사무실을 방문하고 해명하였다. 이 과정에서 '처칠과 국유화'라는 유머를 사용했었는데, 이 내용에서 손범규 의원이 '물건'이란 단어를 여러번 사용해서 남성의 성기를 연상시켰다. 참석자들 대다수가 여성이었고, 일부 참석자들은 부적절하다며 불쾌해 했다.

## 의정 활동
- 2008년 5월 ~ 2012년 5월 제18대 새누리당 국회의원(경기 고양시 덕양구 갑)
- 국회 법제사법위원회 위원
- 국회 예산결산특별위원회 위원
- 국회 여성위원회 위원
- 국회 운영위원회 위원
- 한나라당 원내부대표
- 한나라당 인권위원회 위원
- 한나라당 경기도당 대변인
- 18대 후반기 환경노동위원회 위원
- 한나라당 경기도당 윤리위원장
- 18대 후반기 윤리특별위원회 위원
- 한나라당 경기 고양시 덕양구(갑)당협위원장

## 방송출연
- 2011년07월23일 국회방송 집중토론 여의도 1번지 "복수노조 시행 장점은?"에 출연 <바로보기>
- 2011년10월14일 KTV 쟁점토론 터놓고 말합시다 "한진중공업사태 무엇을남겼나?"에 출연 <바로보기>[깨진 링크(과거 내용 찾기)]
- 2011년12월13일 YTN FM  94.5 뉴스!정면승부 "한나라당 재창당 논쟁"관련 출연 <바로보기>[깨진 링크(과거 내용 찾기)]
- 2012년01월04일 MBN TV뉴스광장 인터뷰 "한나라당 공천개혁"관련 출연 <바로보기>
- 2012년01월05일 YTN TV 뉴스Q "한나라당 쇄신"관련 출연 <바로보기>[깨진 링크(과거 내용 찾기)]
- 2012년01월06일 YTN FM 94.5 뉴스!정면승부 "돈봉투파문 정면돌파"관련 출연 <바로보기>
- 2012년01월12일 MBN TV뉴스1 "한나라당 재창당 논쟁"관련 출연 <바로보기>
- 2012년01월21일 국회방송 토요국회토론 "국민경선제"관련 출연 <바로보기>

## 언론보도
- 고양 이전 중부大 캠퍼스 4월 착공(경기신문) 바로가기[깨진 링크(과거 내용 찾기)]
- "화정동 합동청사 건립, 차질없이 추진되도록 최선" 바로가기[깨진 링크(과거 내용 찾기)]
- 드디어 추억의 교외선, 전철로 탈바꿈하여 개통(아주경제) 바로가기[깨진 링크(과거 내용 찾기)]
- 한나라당 '중소기업 입사' 서약 대학생에 2년간 장학금 지원(조선일보) 바로가기[깨진 링크(과거 내용 찾기)]
- 與, 대통령직속 장애인일자리위 설치 공약검토(연합뉴스) 바로가기[깨진 링크(과거 내용 찾기)]
- 손범규 의원 총선공약 일자리창출팀장 발탁(선경일보) 바로가기[깨진 링크(과거 내용 찾기)]
- 손범규 의원 우수국회의원 10명 선정 바로가기[깨진 링크(과거 내용 찾기)]

## 저서
- 1998년 신민사소송법
- 2000년 민사소송법 연습
- 2000년 시민생활과 법률

## 역대 선거 결과
|  | 43.50% |

|  | 49.18% |

|  | 36.80% |